# ایتاپچنینگا
ایتاپچنینگا (به پرتغالی: Itapetininga) یک منطقهٔ مسکونی در برزیل است که در ایالت سائو پائولو واقع شده‌است. ایتاپچنینگا ۱٬۷۹۰ کیلومتر مربع مساحت و ۱۶۰٬۰۷۰ نفر جمعیت دارد.